# Villa Il Riposo dei Vescovi
Villa Il Riposo dei Vescovi, o Villa Nieuwenkamp, si trova in località San Domenico presso Fiesole, in via Vecchia Fiesolana 62.

## Storia
La villa, sorta su una preesistente casa colonica appartenuta ai possedimenti della Badia Fiesolana, fu trasformata in residenza signorile nel XIX secolo.

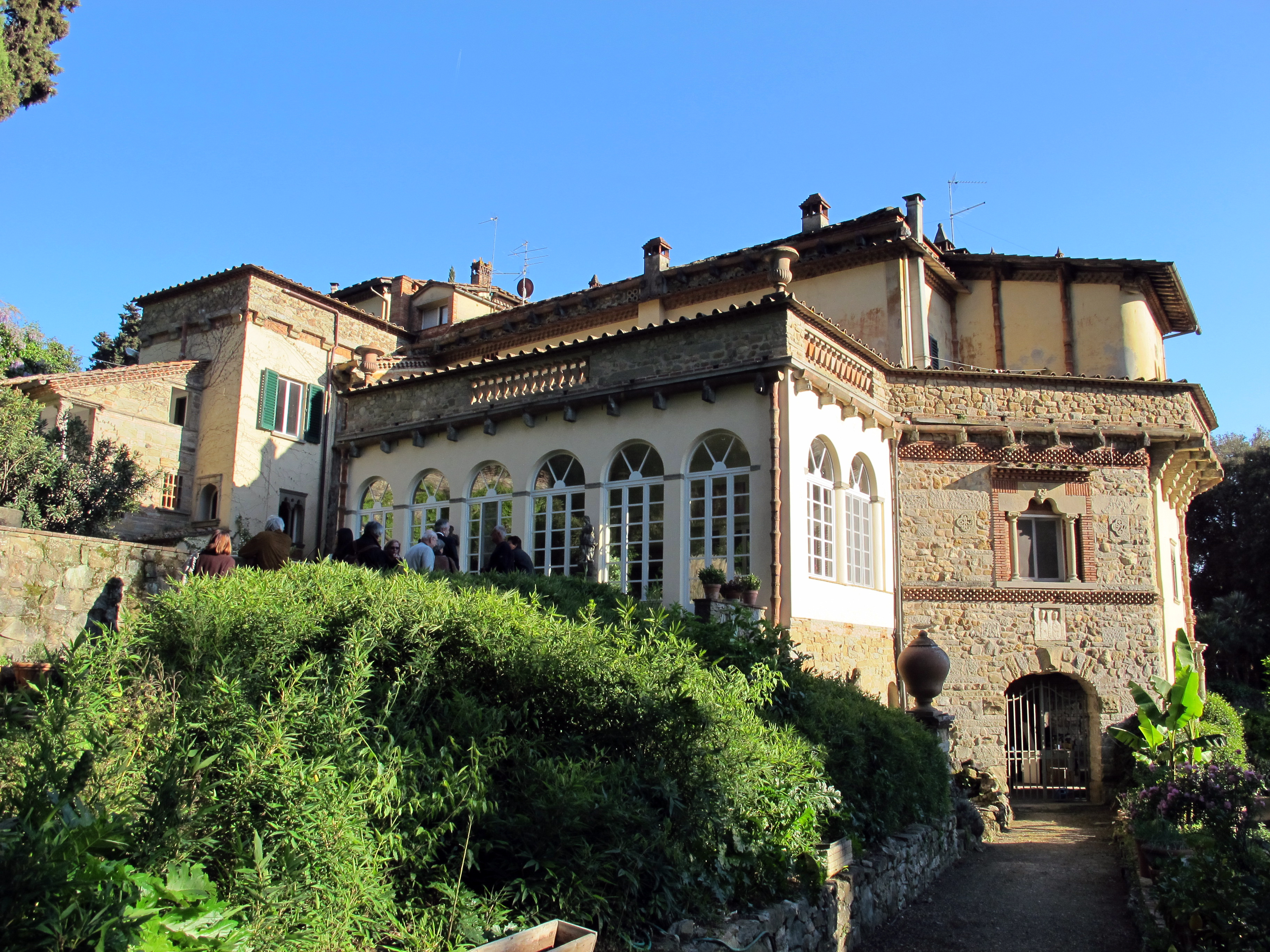
Il prospetto nord

Il nome deriva dal fatto che qui sostavano i vescovi fiesolani durante il tragitto verso Firenze (mentre quelli fiorentini avevano più a valle un proprio Palazzo dei Vescovi).
Nel XVI secolo la villa fu inglobata come dépendance di Villa Rondinelli, fino al passaggio nel XIX secolo alla famiglia Borghese, che la fece restaurare.
Intorno al 1900 l'architetto svizzero Maximilian Zürcher, noto per il suo progetto per la Villa Massimo a Roma, comprò la villa. Nel 1926 diventò l'abitazione del pittore, incisore e architetto olandese Wynand Otto Jan Nieuwenkamp, che curò personalmente la decorazione della villa e fece ingrandire il parco, secondo un gusto eclettico e fantasioso. Di quelle opere di ristrutturazione ci restano le precise annotazioni del pittore, raccolte in ben due libri, che su un album di disegni tracciò l'iter degli interventi alla villa e al parco.
Dopo la morte dell’artista la villa fu abitata dalle figlie Maria e Fernanda. Fernanda Bramanti-Nieuwenkamp, sposata con l’artista fiorentino Bruno Bramanti, diventò direttrice dell’Istituto universitario olandese di storia dell'arte a Firenze. Idanna Pucci, che frequentava la villa da bambina, ne ha descritta l’atmosfera culturale e artistica.
La grande villa ha ospitata altre famiglie, a volte amici dalla famiglia Nieuwenkamp oppure collegate all’Istituto universitario europeo. 
Tra il 1947 ed il 1963 vi abitò il bibliografo e saggista Marino Parenti.
Tra metà anni '80 e il 2000 vi abitò l'economista Marcello De Cecco.
Da 1981 a 1984 Il Riposo dei Vescovi era abitato dalla famiglia Fitoussi: il padre Jean-Paul Fitoussi, economista, era amico di Marcello De Cecco; la moglie Annie vi ha scritto il suo primo romanzo La Mémoire folle de Mouchi Rabbinou.

## Descrizione

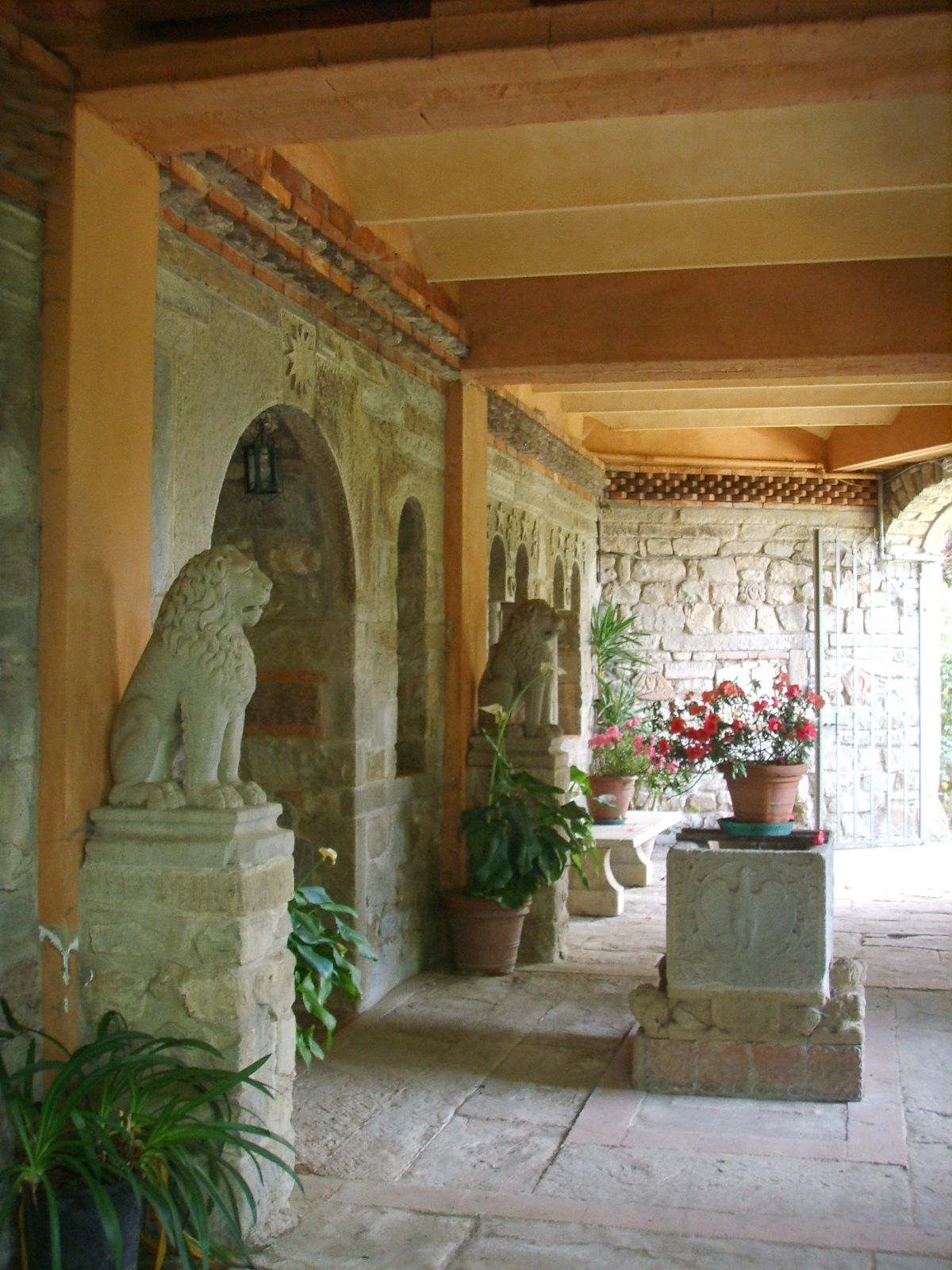
La loggetta sud

La villa è uno degli esempi meglio riusciti nel territorio fiorentino di villa in stile eclettico, popolare a cavallo tra Otto e Novecento, caratterizzato da continui rimandi all'architettura tradizionale riorganizzati in maniera originale.
Dal cancello di ingresso si arriva al prospetto sud che è decorato da un ampio loggiato a due ordini, sotto il quale si trovano a decorazione busti, urne e antiche lanterne. Vi si affacciano alcune porte-finestre dalle cornici in pietra di sapore manierista. Al piano superiore si trova una loggetta con colonnine che sorreggono le travi della gronda. Verso il giardino, al livello inferiore, si trova un'altra una loggetta di sapore rustico, con vari rilievi e epigrafi inglobati nella muratura. Vi si affacciano alcune bifore che danno su un ambiente intermedio tra la villa e il giardino.
Sul lato nord invece, a un livello più alto, si trova una grande vasca rettangolare che prospetta su un avancorpo con sei grandi parture ad arco chiuse da vetrate e sormontato da una luminosa terrazza. Da questa parte si ritrova una loggetta rustica, con archi a sesto acuto e la muratura volutamente irregolare, dove sono pure murati numerosi elementi lapidei antichi. Elementi secondari come la gronda o le tubature in terracotta sono pure graziosamente decorati da motivi incisi o a rilievo.
Sia la villa che il giardino contengono numerose opere frutto degli acquisti del Nieuwenkamp durante i suoi viaggi in Europa e in Asia.

### Il giardino

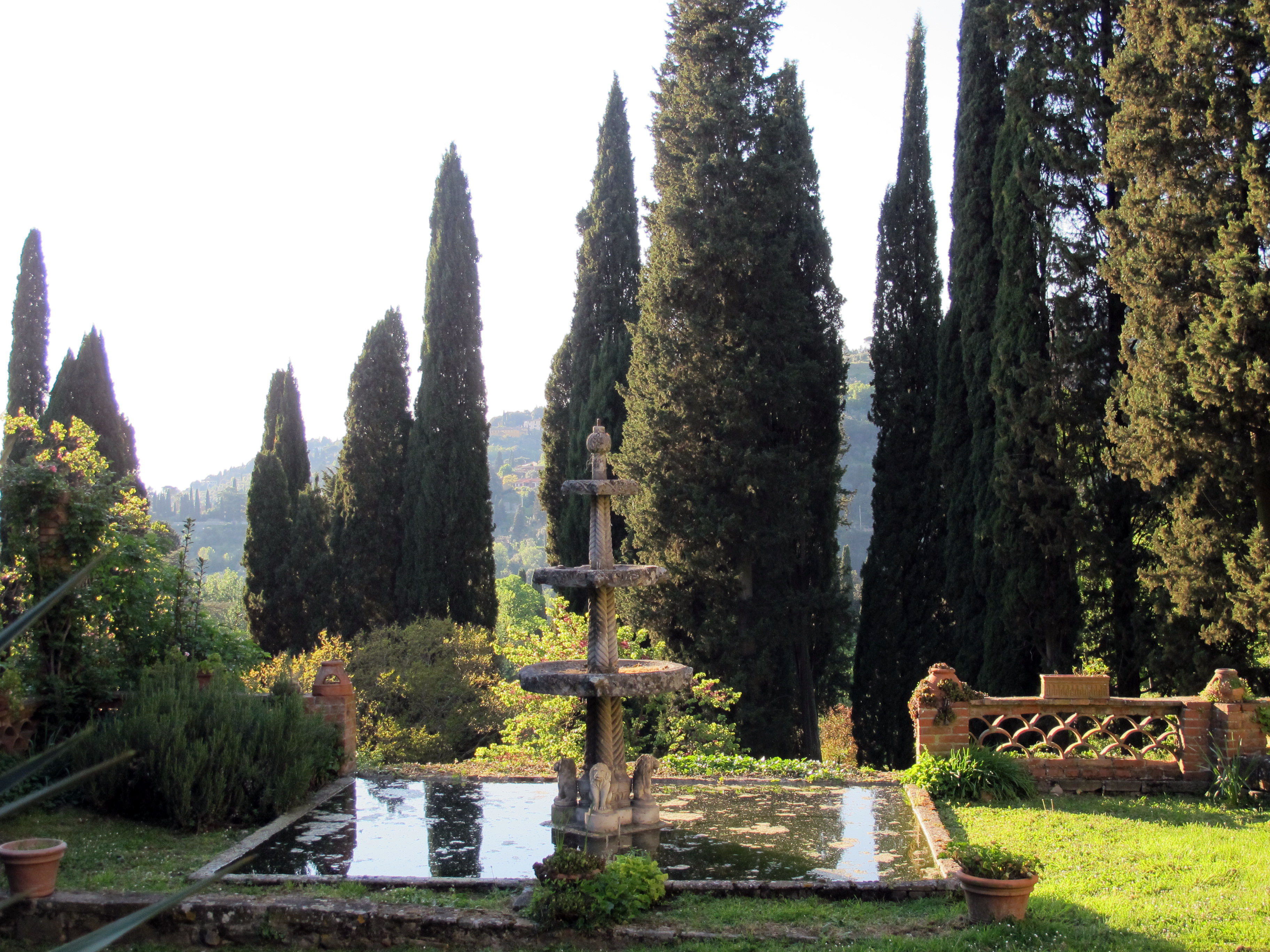
Una delle terrazze del parco

Il giardino, grande circa cinque ettari, è diviso da un viale di cipressi lungo 230 metri, e si struttura su vari livelli collegati scalinate in pietra e organizzati in terrazzamenti recintati da siepi in bosso, cipresso, alloro, e collegati da scalinate in pietra, che seguono il profilo del pendio della collina. Dal piazzale di accesso un sentiero in discesa, decorato da piante di azalea, si giunge al livello inferiore dove parte il viale in asse al giardino.
Alcune terrazze sono tenute a prato e decorati con pergolati di rosa banksiae e glicini, oltre alle siepi di bosso e ai fiori selvatici spontanei. Lungo il viale, a partire dalla villa, in corrispondenza degli incroci con i vialetti trasversali, sono posti degli elementi d'arredo in pietra. Per primi si trovano due busti femminili, seguiti da una fontana a più piani, poi una radura ellittica, circondata da cipressi e arredata con sedute circolari; un'altra fontana a piani, simile ma più grande della precedente e sistemata a ridosso del muro di cinta, chiude il percorso costituendo un fondale teatrale.
Più avanti, sulla destra, si estende un campo coltivato a frutteto e l'orto con una fila di vitigni su una pergola. Un gazebo coperto da vegetazione crea una suggestiva terrazza panoramica poco dopo l'asse principale, sulla terrazza più ampia, dove si trova anche una fontana con un mascherone e due putti a ridosso della parete di contenimento della villa.
Curiosi sono gli oggetti e le statue di fattura orientale, raccolti da Wynand Otto Jan Nieuwenkamp durante i suoi viaggi nelle Indie orientali olandesi: un gong di bronzo vicino all'ingresso, una statua di Buddha vicino alla pietra tombale del pittore, statue e busti. Grandi conche e orci in terracotta dell'Impruneta ornano il muro di cinta del campo da tennis.